# Штифанов, Василий Иванович
Василий Иванович Штифанов (14 октября 1910, Половинкино, Змеиногорский уезд, Томская губерния, Российская империя — 28 октября 1998, Жезказган, Карагандинская область, Казахстан) — геолог, начальник Джезказганской геологоразведочной экспедиции Министерства геологии и охраны недр Казахской ССР, Казахская ССР. Герой Социалистического Труда (1963). Заслуженный геолог-разведчик Казахской ССР.

## Биография
Родился 14 октября 1910 года в крестьянской семье в селе Половинкино (ныне — Рубцовский район Алтайского края).
Окончив девятилетнюю школу, занимался ликбезом на Алтае.
Переехав в Семипалатинск, поступил в геологоразведочный институт (с 1934 года — Казахский горно-металлургический институт). В 1937 году окончил геологический факультет по специальности геолог.
С 1938 года — старший рудничный геолог геолого-разведочного отдела Джезказганского металлургического комбината. С 25 июля 1941 года руководил Джезказганской геологоразведывательной конторы (сменил на этой должности Каныша Сатпаева). В начале Великой Отечественной войны отряд геологов, которым руководил Василий Штифанов, занимался поиском месторождения полезных ископаемых. Благодаря деятельности отряда в 1942 году был открыт Джездинское марганцевое месторождение.
В 1957 году Джезказганская геолого-разведывательная контора была преобразована в геолого-разведочную экспедицию. В 60-е годы Джезказганская геологическая экспедиция, насчитывавшая около двух тысяч сотрудников, занималась разведкой полезных ископаемых на территории Джезказганского и Улутауского районов. Экспедиция ежегодно перевыполняла план. В 1963 году удостоен звания Героя Социалистического Труда «за выдающиеся успехи, достигнутые в деле открытия и разведки месторождений полезных ископаемых».
Руководил Джезказганской геологической экспедицией до 1982 года.
Память
Его именем названа одна из улиц в Джезказгане и городе Сатпаев.
Награды
- Герой Социалистического Труда — указом Президиума Верховного Совета СССР от 29 апреля 1963 года
- Орден Ленина
- Почётный гражданин города Сатпаев